# 何式璜
何式璜（?—?），福建省福州府侯官縣人，清朝政治人物、同進士出身。
光緒三年（1877年），参加丁丑科殿試，登進士三甲第63名。同年五月，經吏部掣簽，授即用知縣。